# Spring Glen
Spring Glen – jednostka osadnicza w Stanach Zjednoczonych, w stanie Utah, w hrabstwie Carbon.